# Michael Pollock (Admiral)

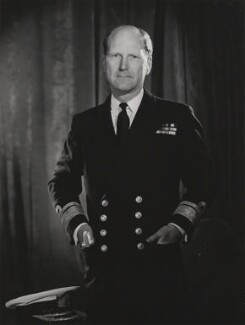
Michael Patrick Pollock (1965)

Sir Michael Patrick Pollock, GCB, LVO, DSC (* 19. Oktober 1916 in Altrincham, Cheshire, England; † 27. September 2006 in Martock, Somerset, England) war ein britischer Flottenadmiral der Royal Navy, der unter anderem zwischen 1971 und 1974 Erster Seelord sowie Chef des Marinestabes war.

## Leben

### Ausbildung zum Seeoffizier und Zweiter Weltkrieg
Michael Patrick Pollock, Sohn von Charles Albert Pollock und dessen Ehefrau Gladys Mason, absolvierte von 1930 bis 1933 eine Ausbildung zum Seeoffizier am Britannia Royal Naval College in Dartmouth und wurde nach der Ausbildung auf dem Schweren Kreuzer Frobisher am 1. September 1934 zunächst zum Fähnrich zur See (Midshipman) befördert. Im Anschluss fand er vom 1. September 1934 bis Februar 1936 Verwendung auf dem Schlachtschiff Nelson, danach auf dem Zerstörer Express sowie zwischen dem 31. Dezember 1936 und Februar 1937 auf einem Fortbildungslehrgang im Royal Naval College Greenwich, dem sogenannten Landstützpunkt HMS President. Während eines weiteren Lehrgangs vom 5. April bis Juli 1937 in Portsmouth wurde er am 1. Mai 1937 zum Leutnant zur See (Second Lieutenant) befördert. Danach war er zwischen dem 30. Oktober 1937 und April 1939 auf dem Schweren Kreuzer York eingesetzt und nahm mit diesem an einer Fahrt in die USA sowie die Westindischen Inseln teil. In dieser zeit wurde er am 1. September 1938 zum Kapitänleutnant (Lieutenant) befördert und versah danach vom 30. Juni bis September 1939 Dienst auf dem Schlachtschiff Warspite.
Zu Beginn des Zweiten Weltkrieges wurde Pollock am 2. September 1939 Erster Leutnant auf dem Zerstörer Vanessa und absolvierte danach ab dem 20. Januar 1941 Fortbildungen an der Marineartillerieschule (HMS Excellent). Nach deren Abschluss wurde er am 16. März 1943 Geschützoffizier auf der Arethusa, einem Leichten Kreuzer der gleichnamigen Arethusa-Klasse. Nachdem er ab dem 1. Juli 1943 an einem weiteren Lehrgang an der Marineartillerieschule (HMS Excellent) teilgenommen hatte, wurde er am 15. November 1943 Geschützoffizier auf dem Schweren Kreuzer Norfolk und war als solcher zugleich Geschützoffizier des 1. Kreuzergeschwaders (1st Cruiser Squadron). Für seine Verdienste in dieser Zeit wurde er drei Mal im Kriegsbericht erwähnt (Mentioned in dispatches), und war für einen am 18. November 1942 stattgefundenen Torpedoangriff im östlichen Mittelmeer (29. Juni 1943), für die am 26. Dezember 1943 stattgefundene Versenkung des deutschen Schlachtschiffs Scharnhorst (7. März 1944) sowie für im Januar 1945 stattgefundene Minenlegeaktionen und Angriffe auf einen feindlichen Konvoi vor Norwegen (17. April 1945). Am 8. Juni 1944 wurde ihm zudem das Distinguished Service Cross (DSC) verliehen.

### Nachkriegszeit, Seeoffizier und Stabsoffizier

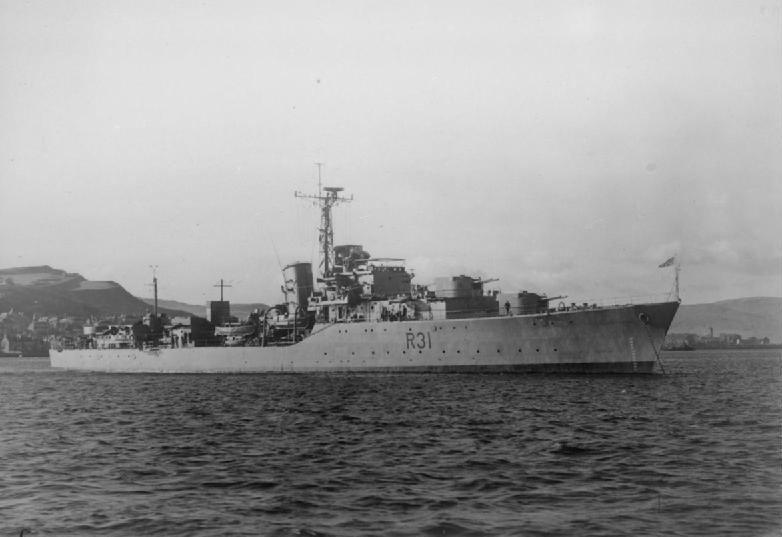
Kapitän zur See Michael Pollock übernahm von 1958 bis 1959 als Kommandant des Zerstörers HMS Vigo sein erstes eigenes Schiffskommando.

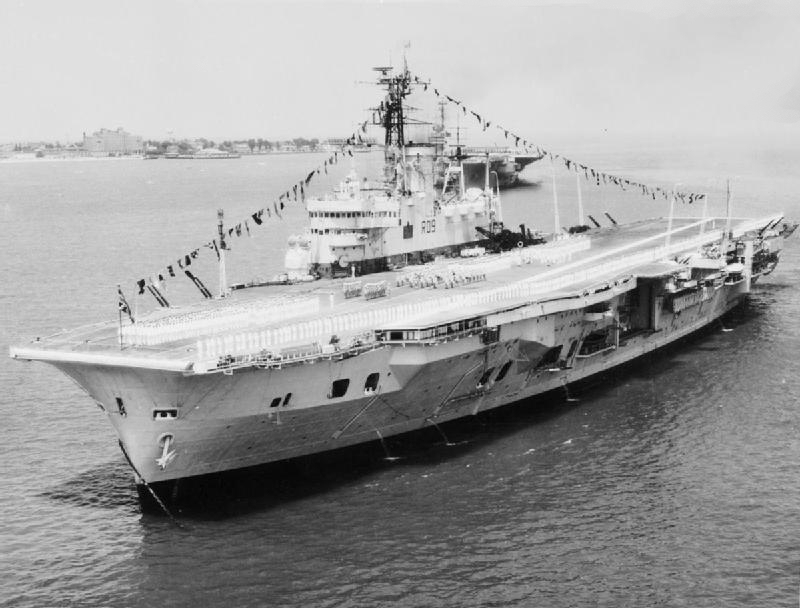
Kapitän zur See Pollock war zwischen 1963 und 1964 auch Kommandant des Flugzeugträgers Ark Royal.

Nach Kriegsende wurde Michael Patrick Pollock am 1. Juni 1946 zum Korvettenkapitän (Lieutenant Commander) befördert und wurde nach dem Besuch eines weiteren Lehrgangs vom 11. April bis 9. August 1949 an der Marineartillerieschule (HMS Excellent) in Portsmouth an Bord des Leichten Kreuzer Glasgow versetzt. Am 30. Juni 1950 erfolgte seine Beförderung zum Fregattenkapitän (Commander) und für seine Verdienste bei der Beisetzung von König Georg VI. wurde er am 18. März 1952 als Lieutenant des Royal Victorian Order (LVO) ausgezeichnet.
Er begann am 23. September 1952 einen Kriegslehrgang für stellvertretende Kommandanten am Royal Naval College Greenwich und wurde am 11. Juni 1954 Erster Offizier (Executive Officer) des Leichten Kreuzers Newcastle. In dieser Verwendung wurde er am 30. Juni 1955 zum Kapitän zur See (Captain) befördert und wurde danach am 2. Januar 1956 Assistierender Direktor der Planungsreferats im Marinestab, ehe er von 1958 bis 1959 als Kommandant des Zerstörers Vigo sein erstes eigenes Schiffskommando übernahm. Zugleich war er zwischen 1958 und 1959 auch Kommandeur des in Portsmouth liegenden Zerstörergeschwaders (Portsmouth Squadron). Im Anschluss wurde er am 8. Januar 1960 Leiter des Referats für überseeische Angelegenheiten in der Waffenabteilung der Admiralität und danach am 21. Januar 1963 Kommandant des Flugzeugträgers Ark Royal.

### Aufstieg zum Admiral und Erster Seelord
Im März 1964 wurde Michael Pollock als Nachfolger von Konteradmiral Peter Hill-Norton als Assistierender Chef des Marinestabes (Assistant Chief of the Naval Staff) und hatte diese Funktion bis April 1966 inne. In dieser Verwendung erfolgte am 7. Juli 1964 seine Beförderung zum Konteradmiral (Rear-Admiral) sowie am 11. Juni 1966 seine Ernennung zum Companion des Order of the Bath (CB). Im Mai 1966 übernahm er den Posten als Flaggoffizier und stellvertretender Kommandeur der Heimatflotte (Flag Officer Second in Command, Home Fleet), den er bis Juli 1967 innehatte. Danach wurde er am 26. Dezember 1967 zum Vizeadmiral (Vice-Admiral) befördert und löste zugleich Konteradmiral Ian McGeoch als Kommandeur der U-Bootverbände (Flag Officer, Submarines) ab und verblieb in dieser Verwendung bis November 1969, woraufhin Vizeadmiral John Charles Young Roxburgh seine Nachfolge antrat. Zudem war er in Personalunion zwischen Dezember 1967 und November 1969 Kommandeur der U-Boot-Verbände der NATO im Ostatlantik COMSUBEASTATLANT (Nato Commander Submarines, Eastern Atlantic). Für seine Verdienste wurde er während dieser Zeit am 14. Juni 1969 zum Knight Commander des Order of the Bath (KCB) geschlagen und führte fortan den Namenszusatz „Sir“.
Im Januar 1970 löste Vizeadmiral Pollock Admiral Horace Law als Controller of the Navy ab und war in dieser Verwendung bis zu seiner Ablösung durch Admiral Anthony Griffin im Januar 1971 verantwortlich für Beschaffung und Material in der Royal Navy. Als solcher wurde er am 21. April 1970 ebenfalls zum Admiral befördert sowie am 1. Januar 1971 zum Knight Grand Cross des Order of the Bath (GCB) erhoben.
Zuletzt wurde Admiral Michael Pollock im März 1971 Nachfolger von Admiral Peter Hill-Norton als Erster Seelord (First Sea Lord). Er war in dieser Funktion bis zu seinem Ausscheiden aus dem aktiven Militärdienst im März 1974 zugleich Chef des Marinestabes (Chief of the Naval Staff). Er war ferner Erster und Leitender Marineadjutant (First and Principal Naval Aide-de-Camp) von Königin Elisabeth II. Im März 1974 trat Admiral Edward Ashmore seine Nachfolge in diesen Ämtern an. Zu seinem Ausscheiden aus dem Militärdienst wurde er am 1. März 1974 ebenfalls zum Flottenadmiral (Admiral of the Fleet) ernannt.
In seinem Ruhestand engagierte sich Michael Patrick Pollock zwischen 1976 und 1985 als Wappenkönig des Order of the Bath (Bath King of Arms) sowie von 1976 bis 1981 als Vorsitzender der Stiftung der Marineversicherung (Naval Insurance Trust). Er war ferner zwischen 1976 und 1981 Treuhänder des nach Basil Liddell Hart benannten Militärarchivs Liddell Hart Centre for Military Archives (LHCMA). 1986 wurde er Mitglied des Rates von Powys, die flächenmäßig größte der 22 Principal Areas von Wales.
Er war zwei Mal verheiratet. Aus seiner ersten 1940 geschlossenen Ehe mit der 1951 verstorbenen Margaret Steacy gingen zwei Söhne und eine Tochter hervor. 1954 heiratete er in zweiter Ehe Marjory Helen Reece, geborene Bisset, die eine weitere Tochter in die Ehe brachte.